# Azienda Ospedaliera di Rilievo Nazionale e di Alta Specializzazione Garibaldi
L'Azienda Ospedaliera di Rilievo Nazionale e di Alta Specializzazione "Garibaldi" - nota anche come ARNAS Garibaldi - è un ente sanitario pubblico con sede a Catania che raggruppa i presidi ospedalieri "Garibaldi Centro" e "Garibaldi Nesima", entrambi siti nel capoluogo.

## Storia
L'ospedale fu fondato a Catania nel 1848 per volontà di Francesco Paternò Castello, VII duca di Carcaci, come Albergo dei poveri accattoni di ambo i sessi, nel periodo dei moti rivoluzionari anti-borbonici. Inizialmente i locali erano situati nell'allora contrada Fossa dell'Arancio, per poi essere trasferiti nel 1856 nell'Eremo della Mecca, che sorgeva proprio ad ovest dell'odierna piazza Santa Maria di Gesù. Amministrato da una deputazione presieduta dal medesimo Duca di Carcaci, il pio albergo una volta ingranditosi, ospitò tra i 200 e i 300 poveri, che mantenne e curò (per questo era chiamato anche "Albergo dei Poveri"). Si sosteneva grazie a contributi volontari di gente facoltosa e di case religiose, e contribuì a far sparire il problema dell'accattonaggio a Catania.
Nel 1883 la struttura passò sotto la gestione del Comune di Catania, assumendo la denominazione di Ospedale Giuseppe Garibaldi, in memoria del condottiero e patriota nizzardo; nel 1901, a seguito di un regolamento organico approvato dal Consiglio comunale, le funzioni della struttura consistevano nella pratica medico-chirurgica, e nel ricovero dei poveri di ambo i sessi, di inabili al lavoro, di ragazze povere ed orfane, di bambini abbandonati, di dementi temporaneamente in osservazione, di soggetti sospetti di demenza. Divenne ospedale municipale nel 1923, essendo passato completamente sotto la gestione dell'Ente comunale.
Nel 1955 la Giunta comunale istituì un reparto di geriatria negli spaziosi locali di Nesima, cui seguì il trasferimento degli anziani e dei malati cronici. Divenuto ente ospedaliero autonomo nel 1970 e inquadrato nell'Unità Sanitaria Locale n. 34 a seguito della promulgazione della legge n. 883/1978, assieme agli altri ospedali catanesi "San Luigi Gonzaga-Santi Currò" e "Maurizio Ascoli-Salvatore Tomaselli", nel 1983 confluì in un nuovo ente sanitario denominato Azienda Ospedaliera G. Garibaldi - S. Luigi Gonzaga - S. Currò - M. Ascoli - S. Tomaselli. Tra gli anni settanta e ottanta il presidio ospedaliero subì nuovi interventi con la realizzazione di nuovi padiglioni che ospitarono i reparti malattie infettive e quello di pediatria.
Nel 1993 l'azienda sanitaria assume la denominazione Azienda Ospedaliera di Rilievo Nazionale e di Alta Specializzazione "G. Garibaldi - S. Luigi Gonzaga - S. Currò - M. Ascoli - S. Tomaselli"; a seguito della dismissione dell'ex ospedale "M. Ascoli - S. Tomaselli". Nel 2004 viene aperto il nuovo presidio "Garibaldi - Nesima", dove vengono trasferiti numerosi reparti, venendo completato definitivamente nel 2006. Nel 2009, a seguito della riforma sanitaria attuata dalla Regione Sicilia con la legge regionale n.5/2009, la struttura assume l'attuale denominazione.
Nel 2013 l'ARNAS Garibaldi ha ottenuto l'attestato di Certificazione di Qualità del Processo di Produzione e Gestione della Terapia Antitumorale; nel 2017 presso i locali del "Garibaldi Nesima" viene inaugurato il centro per la procreazione medicalmente assistita.

## La struttura
Le attività dell'ARNAS Garibaldi di Catania si svolgono nei due presidi denominati "Garibaldi Centro" e "Garibaldi Nesima".
Il primo, situato negli storici locali di piazza Santa Maria di Gesù, svolge la funzione emergenza-urgenza con la presenza del pronto soccorso, e vi sono ospitati dal 2005 gli uffici amministrativi; nel moderno presidio denominato "Garibaldi Nesima", situato nell'omonimo quartiere catanese, alla fine di via Palermo, si svolgono tutte le attività medico-chirurgiche dell'ospedale, esso è dotato di un pronto soccorso e di 39 unità operative complesse. L'ARNAS Garibaldi svolge attività di formazione per il personale medico e infermieristico, sia interno che esterno.
Al 2017, l'ARNAS Garibaldi disponeva di 570 posti letto (192 al presidio "Garibaldi Centro", 378 al presidio "Garibaldi Nesima"), di cui 493 per la degenza ordinaria, 88 per il day hospital e 21 per la riabilitazione; nel 2012, il numero totale di dipendenti era di 1.988, quello dei dirigenti di 506; il numero di accessi al pronto soccorso è stato di 101.676 unità, i ricoveri di degenza ordinaria pari a 24.662 unità.

## Presidi ospedalieri ARNAS Garibaldi dismessi
Presidio ospedaliero "San Luigi Gonzaga-Santi Currò"
Fondato attraverso un consorzio costituito nel 1932 tra la Provincia di Catania, l'Ospedale Vittorio Emanuele e l'Università di Catania, come clinica oncologica denominata Istituto per lo Studio e la Cura del Tumori, fu uno dei primi centri specializzati in questo particolare settore della medicina a livello nazionale.
L'istituto incrementò le proprie attività dopo pochi anni e creò due sezioni, medica e chirurgica, denominate rispettivamente "San Marco" e "San Luigi Gonzaga", quest'ultima ospitata nei locali dell'OVE, assieme alla clinica chirurgica universitaria. Diretto dal professor Attilio Basile dal 1956, questi lasciò il proprio incarico di direttore e chirurgo primario dell'istituto nel 1969, al professor Santi Currò (1930-1975), docente nell'ateneo catanese, con il quale divenne Ente Ospedaliero Provinciale specializzato - Istituto di Oncologia nel 1973, le cui attività vennero trasferite in un moderno complesso situato al viale Alexander Fleming, a ridosso della Circonvallazione di Catania, dove dagli anni cinquanta sorgeva il sanatorio San Luigi Gonzaga. Nel 1976, l'istituto venne intitolato a nome del professor Currò, scomparso prematuramente un anno prima. 
Nel 1978, le due strutture vennero accorpate e si diede vita ai Presidi Ospedalieri Unificati "San Luigi Gonzaga-Santi Currò", che nel 1983, a seguito della riforma sanitaria regionale, confluirono nella USL n. 34 Catania assieme al Garibaldi e all'Ascoli-Tomaselli.
A partire dal 2004, il nosocomio, facente parte dell'ARNAS Garibaldi, ha subito un processo di ridimensionamento e graduale dismissione dovuto al trasferimento di numerosi reparti nel costruendo presidio Garibaldi Nesima, inaugurato in quel periodo. Delle 7 unità operative ivi presenti, fino al 2015 era attiva soltanto quella di radiologia.
Il complesso dell'ex ospedale San Luigi Gonzaga-Santi Currò, passa in gestione all'Azienda Sanitaria Provinciale Catania n.3, che procede alla sua conversione in Presidio territoriale di assistenza (PTA), inaugurato nel 2016.
Presidio ospedaliero "Maurizio Ascoli-Salvatore Tomaselli"
Nato come sanatorio INPS nel 1939, appena un anno dopo, nel 1940, fu ad ospedale militare del Regio Esercito, successivamente occupato nel corso della seconda guerra mondiale, da militari tedeschi e poi americani. Nel 1946, a conclusione del conflitto, l'INPS tornò in possesso della struttura che tornò a svolgere l'attività sanatoriale, e nel 1960 fu ingrandita con la creazione dell'Istituto di Clinica Tisiologica dell'Università di Catania.
Divenuto Ospedale Salvatore Tomaselli nel 1973, fu accorpato al vicino Ospedale Maurizio Ascoli (ex clinica privata di proprietà della Provincia di Catania dal 1973), a seguito di decreto regionale emanato nel 1978, che dispose la fusione tra i due nosocomi dando così origine al Presidio Ospedaliero Maurizio Ascoli-Salvatore Tomaselli.
Confluito nel 1983 in un'unica azienda ospedaliera con il Garibaldi e il San Luigi Gonzaga-Santi Currò, all'Ascoli-Tomaselli erano attivi molti reparti, quali cardiologia, malattie infettive, chirurgia pediatrica, la chirurgia generale, anestesia e rianimazione, ostetricia e ginecologia. Ridimensionato a partire dagli anni 2000, è stato dismesso dopo l'inaugurazione del presidio "Garibaldi-Nesima". Sorgeva in via Passo Gravina 187, nel quartiere Santa Sofia, presso Barriera del Bosco.